# Zabreh Ostrava Airport
Zabreh Ostrava Airport är en flygplats i Tjeckien.   Den ligger i regionen Mähren-Schlesien, i den östra delen av landet, 260 km öster om huvudstaden Prag. Zabreh Ostrava Airport ligger 241 meter över havet.
Terrängen runt Zabreh Ostrava Airport är huvudsakligen platt, men åt sydväst är den kuperad. Runt Zabreh Ostrava Airport är det mycket tätbefolkat, med 1 177 invånare per kvadratkilometer. Närmaste större samhälle är Ostrava, 17,9 km sydost om Zabreh Ostrava Airport. Trakten runt Zabreh Ostrava Airport består till största delen av jordbruksmark.